# グレーフライアーズ・ボビー

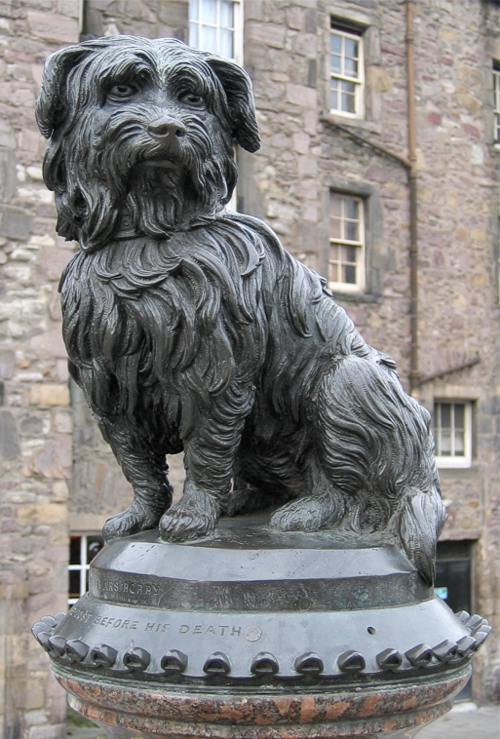
グレーフライアーズ・ボビー

グレーフライアーズ・ボビー（Greyfriars Bobby, 1855年5月4日 – 1872年1月14日）は、スコットランドの首都エディンバラのグレーフライアーズに実在した犬である。犬種はスカイ・テリア（skye terrier）。ボビーは主人であるエディンバラ市警のジョン・グレイ（John Gray）が1858年に死去した後、14年間その墓の隣に座っていた。スコットランド版の忠犬ハチ公として知られている。

## 生涯
ボビーの飼い主は、エディンバラ市警に夜警として勤務するジョン・グレイだった。二年間片時も離れることはなかった二人だったが、1858年2月15日、ジョン・グレイは結核のために死去。グレイはエディンバラの旧市街にあるグレーフライヤーズ教会を取り囲む墓地（Greyfriars Kirkyard）に埋葬された。グレイより14年長く生きたボビーは、残りの生涯をグレイの墓の傍らで過ごしたと言われている。より正確には、毎日の大半を、ということになる。食事の時間には、墓地の裏手にあるレストランを訪れて食事をもらったり、おそらく冬には近くの民家で寒さをしのいでいたと思われる。
1867年、飼い主のいない犬は処分されるべきであるという判断がなされた。しかし当時のエディンバラ市長（the Lord Provost of Edinburgh）であり、またスコットランド動物虐待防止協会の理事でもあったウィリアム・チェンバースは、ボビーのライセンスを更新し、市議会を新たな飼い主とすることでボビーを保護した。
ボビーは1872年に死亡したが、墓地に埋葬されることはなかった。墓地は神聖な大地と信じられていたため、犬を埋葬することはできなかったのである。代わりに、ボビーはグレーフライヤーズ教会墓地の門のすぐ外側に埋葬された。そこは、飼い主であるジョン・グレイの墓からほど近い場所であった。
ボビーの墓には赤い御影石で作られた墓標が立っている。これは、1981年5月13日に、スコットランド・ドッグ・エイド協会（The Dog Aid Society of Scotland）が贈り、グロスター公爵リチャードによって除幕式が行われたものである。そこにはこう書かれている。「グレーフライヤーズ・ボビー - 1872年1月14日死去 - 16歳 - 彼は、主人への忠誠と愛情とは何かということを、私たちに教えてくれる。」

## 映像化作品
1961年7月、ウォルト・ディズニー・プロダクションズ製作の映画"Greyfriars Bobby: The True Story of a Dog" が全米公開された。カラー作品で、ボビーの所縁の地・エディンバラにおいてオール・ロケされ、飼主・オールド・ジョックの死から、ボビーが市当局によって保護されるまでを、史実に沿って描いたものである。監督・ドン・チャフィ、出演はドナルド・クリスプ、ローレンス・ネイスミス、アレックス・マッケンジーほか。なお、この作品のテレビ映画用編集版が、その三年後の1964年3月29日と同4月5日の２週にわたり、米ABCテレビ、"Disneyland"の枠内で放映された。このテレビ編集版は、日本では1966年7月8日・22日に日本テレビ放送網「ディズニーランド」の枠内で、邦題名「忠犬ボビー」としてオンエアされたが、映画版としては未公開で、日本国内においてDVD発売も2019年現在なされていない。

## 銅像
今日、グレーフライヤーズ・ボビーの小さな銅像と噴水が、墓地の近くに位置するグレーフライヤーズ・ボビー・パブの正面に佇んでいる。この像は、ボビーの死の翌年、慈善家で英国動物愛護協会婦人委員会の委員長であるバーデット＝クーツ女男爵が、彼を偲ぶために建てたものである。当初は墓地とパブに顔を向けて立っていたが、現在の銅像は墓地とパブに背を向けている。以前のパブの経営者によると、毎年多くの人がこの銅像の写真を撮影していくので、背を向けて銅像を立たせることで、パブが写真の背景に写りこむようにしたという。